# 奥斯特 (法国)
奥斯特（法語：Hoste，法語發音：[ɔst]；洛林法兰克语：Hooscht）是法国摩泽尔省的一个市镇，属于福尔巴克-布莱摩泽尔区。

## 地理
奥斯特（49°4'8"N, 6°53'2"E）面积9.47 平方千米，位于法国大東部大區摩泽尔省，该省份为法国东北部内陆省份，是洛林的一部分，西南接默尔特-摩泽尔省，东临下莱茵省，北与卢森堡和德国接壤。
与奥斯特接壤的市镇（或旧市镇、城区）包括：圣让罗尔巴克、阿尔特里普、巴尔斯特、卡佩勒、莱维莱尔、卢佩尔舒斯、马克什塔特、皮特朗日欧拉克。

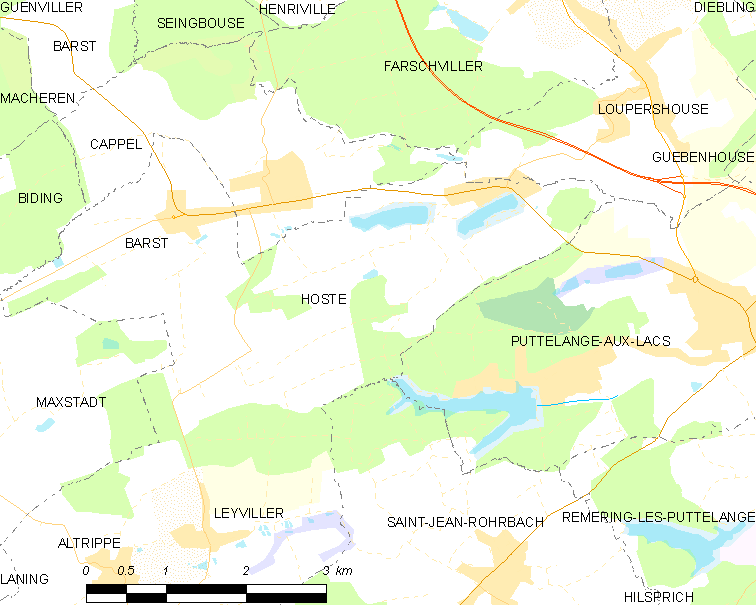
的OSM定位图

奥斯特的时区为UTC+01:00、UTC+02:00（夏令时）。

## 行政
奥斯特的邮政编码为57510，INSEE市镇编码为57337。

## 政治
奥斯特所属的省级选区为弗雷曼-梅尔勒巴克县。

## 人口

1962-2008年间人口变化图示

奥斯特于2022年1月1日时的人口数量为572人。